# Marcel Schein
Marcel Schein (* 9. Juni 1902 in Trstená, Österreich-Ungarn; † 20. Februar 1960 in Chicago) war ein US-amerikanischer Physiker ungarischer Herkunft. Sein Forschungsschwerpunkt war die Physik der kosmischen Strahlung.

## Leben
Marcel Schein wurde 1902 als jüngerer von zwei Söhnen eines Bankiers in eine deutschsprachige, jüdische Familie in der heute zur Slowakei gehörenden Kleinstadt Trstená im Komitat Arwa des damaligen Königreichs Ungarn in der Tatra geboren; außer Deutsch sprach er auch fließend Ungarisch. Scheins Bruder Nicholas wanderte später nach Südamerika aus. Nach dem Zusammenbruch des Österreichisch-Ungarischen Monarchie wurde Marcel Schein tschechoslowakischer Staatsbürger. Vom Judentum löste er sich und wurde Agnostiker. Schein studierte Physik an den Universitäten Wien und Würzburg sowie an der Universität Zürich, wo er 1927 promoviert wurde. Sein Doktorvater war Edgar Meyer. Scheins Dissertation Über die Feinstruktur und den Zeeman-Effekt der Quecksilberresonanzlinie wurde 1928 in der Fachzeitschrift Annalen der Physik abgedruckt. Seine erste Anstellung bekam er ebenfalls an der ETH als Physik-Assistent. 1929–1930 verbrachte er ein Jahr mit einem Rockefeller-Stipendium in Chicago. 1932 habilitierte er sich in Zürich mit einer Schrift Über die Reflexion und Absorption langwelliger Röntgenstrahlen.
1927 heiratete er in Zürich Hilde Schoenbeck, eine Physik-Doktorandin. Schoenbeck war die einzige Tochter des deutschen Bauingenieurs Max Schoenbeck und dessen Frau Selma, die im sächsischen Bad Schandau lebten. Nach der Heirat gab Hilde Schein ihre wissenschaftliche Tätigkeit auf. Im Jahr 1928 wurde der Sohn Edgar Schein geboren. Marcel Schein und seine Ehefrau waren sportlich und übten sich in langen Wanderungen, Bergsteigen und anderen Sportarten.
Im Jahr 1934 führten politische Schwierigkeiten zwischen der Schweiz und der Tschechoslowakei dazu, dass Schein als tschechischer Staatsbürger seine Zürcher Assistenzprofessur nicht behalten konnte und die Schweiz verlassen musste. Zwischen zwei Stellenangeboten aus China (Universität Nanking) und der Sowjetunion wählte er das letztere und wechselte im November 1934 (nach anderen Angaben im Jahr 1935) nach Odessa, wo ihm eine wichtige Stelle für den Aufbau des sowjetischen Wissenschaftsbetriebs angeboten worden war. Es handelte sich um die Leitung eines Labors, das auch Zugang zu Höhenforschungsstationen im Kaukasus hatte, insbesondere auf dem über 5600 m hohen Elbrus. Die Familie lebte in Odessa unter privilegierten Bedingungen in sehr guten materiellen Verhältnissen, die jenen in Zürich vergleichbar waren.
Im Angesicht stalinistischer „Säuberungswellen“ entschloss sich Schein jedoch 1937, das Land zu verlassen, und zog mit seiner Familie zunächst nach Prag, wobei der Großteil des Hausrats der Familie in Odessa zurückgelassen werden musste. Zu diesem Zeitpunkt hatte Schein bereits Schritte auf eine Emigration in die Vereinigten Staaten hin eingeleitet. Diese Bemühungen intensivierte er angesichts der Bedrohung der Tschechoslowakei durch das nationalsozialistische Deutschland. Scheins Frau und sein Sohn zogen für ein halbes Jahr nach Zürich und 1938 emigrierte die gesamte Familie in die USA, wo Marcel Schein in Chicago auf Einladung von Arthur Holly Compton und mit Unterstützung der Rockefeller-Stiftung eine Stellung bekam. Schein arbeitete bis zu seinem Tode an der Universität Chicago, wo er ab 1946 eine volle Professur innehatte.
Am 20. Februar 1960 verstarb Marcel Schein 57-jährig in Chicago, nachdem er beim Schlittschuhlaufen einen Herzinfarkt erlitten hatte.

## Leistungen
Schein leistete in den Zürcher Anfangsjahren seiner Karriere einige bedeutende Beiträge zur Physik der Röntgenstrahlung. Seine bekanntesten Arbeiten betreffen jedoch die Physik der kosmischen Strahlung. Mitte der 1930er Jahre war zwar bekannt, dass die kosmische Primärstrahlung zum großen Teil aus positiv geladenen Teilchen bestand; welcher Art diese waren, war jedoch unbekannt. Von 1938 bis 1941 führte Schein eine Reihe von Experimenten mit Ballonsonden zur Untersuchung kosmischer Strahlung in den höchsten Lagen der Erdatmosphäre durch und konnte nachweisen, dass diese Teilchen keine Elektronen (bzw. Positronen) sein konnten, da ihre Eigenschaften nicht dem bereits bekannten Verhalten hochenergetischer Elektronen entsprachen; es musste sich damit um Protonen handeln.
Anschließend konzentrierte er sich auf die energiereichsten Anteile der kosmischen Strahlung und deren Wechselwirkungen mit Atomkernen. Er war einer der Ersten, die Kernreaktionen bei Energien untersuchten, die weit jenseits der von wissenschaftlichen Teilchenbeschleunigern damals erreichbaren Werte lagen. Wenige Tage vor seinem Tod kehrte er von einer von ihm organisierten großen, seegestützten Messkampagne in der Karibik zurück, bei der vom Deck des Flugzeugträgers Valley Forge der Essex-Klasse und unter Mitwirkung von sechs Zerstörern sowie vier Flugzeugen des Typs Lockheed Super Constellation der amerikanischen Streitkräfte die bis dahin größte Zahl von ballongestützten Kernemulsionen des Herstellers Ilford mittels Forschungsballons von etwa 100 m Durchmesser bis in eine Höhe von 30 km in die obere Stratosphäre gebracht worden war.

## Werke (Auswahl)
- Marcel Schein: Über die Feinstruktur und den Zeeman-Effekt der Quecksilberresonanzlinie. In: Annalen der Physik. Vierte Folge, Band 85, Nr. 3, 1928, S. 257–312, doi:10.1002/andp.19283900302 (Digitalisat [PDF; 2,5 MByte] bei wiley.com; zugleich Dissertation, Universität Zürich).
- Marcel Schein: Optische Messungen am Quecksilber-Atom. Herausgegeben durch die Stiftung Schnyder von Wartensee. Emil Birkhäuser & Cie., Basel 1929 (online bei nmu.org.ua).
- Marcel Schein: Über die Reflexion und Absorption langwelliger Röntgenstrahlen. Zürich 1932 (Phil. II. Sekt. Habilitationsschrift).
- Marcel Schein, William P. Jesse, E. O. Wollan: The Nature of the Primary Cosmic Radiation and the Origin of the Mesotron. In: Physical Review. Vol. 59, 1. April 1941, S. 615, doi:10.1103/PhysRev.59.615.
- Marcel Schein, Donald Joseph Montgomery: Problems in cosmic ray physics. Princeton University, 1946.